# Tony Britton
Anthony Edward Lowry Britton, detto Tony (Birmingham, 9 giugno 1924 – Londra, 22 dicembre 2019), è stato un attore britannico.

## Biografia
Appassionato di recitazione, dopo la seconda guerra mondiale si unì a una compagnia filodrammatica e proseguì la carriera fino a debuttare all'Old Vic di Londra con la Royal Shakespeare Company.
A partire dagli anni 50 recitò in numerosi film britannici, come Amsterdam operazione diamanti (1959), Domenica, maledetta domenica (1971) e Il giorno dello sciacallo (1973). Nel 1975 vinse il Broadcasting Press Guild Award per The Nearly Man, mentre nel 1979 fu candidato al Laurence Olivier Award al miglior attore in un musical per My Fair Lady.
Nel 1949 sposò Ruth Hawkins e, dopo il divorzio, nel 1962 sposò Eva Castle. Dalla prima moglie ebbe due figli, Cherry Britton e Fern Britton, mentre dalla seconda ne ebbe uno, l'attore Jasper Britton.

## Filmografia parziale

### Cinema
- La gabbia d'oro (Cage of Gold), regia di Basil Dearden (1950)
- Amami... e non giocare (Loser Takes It All), regia di Ken Annakin (1956)
- Amsterdam operazione diamanti (Operation Amsterdam), regia di Michael McCarthy (1959)
- Il ruvido e il liscio (The Rough and the Smooth), regia di Robert Siodmak (1960)
- M'è caduta una ragazza nel piatto (There's a Girl in My Soup), regia di Roy Boulting (1970)
- Domenica, maledetta domenica (Sunday Bloody Sunday), regia di John Schlesinger (1971)
- Il giorno dello sciacallo (The Day of the Jackal), regia di Fred Zinnemann (1973)
- Ad un'ora della notte (Night Watch), regia di Brian G. Hutton (1973)
- Gli uomini della terra dimenticata dal tempo (The People That Time Forgot), regia di Kevin Connor (1977)
- Il segreto di Agatha Christie (Agatha), regia di Michael Apted (1979)

### Televisione
- Caro papà (Father, Dear Father) - serie TV, 5 episodi (1972-1973)
- Il nido di Robin (Robin's Nest) - serie TV, 48 episodi (1977-1981)

## Doppiatori italiani
- Renato Turi in Domenica, maledetta, domenica
- Renato Mori in Il giorno dello sciacallo
- Arturo Dominici in Il segreto di Agatha Christie
- Bruno Alessandro in Il nido di Robin